# Thynnascaris histiophori
Thynnascaris histiophori är en rundmaskart. Thynnascaris histiophori ingår i släktet Thynnascaris och familjen Anisakidae. Inga underarter finns listade i Catalogue of Life.